# VR Bank Tübingen

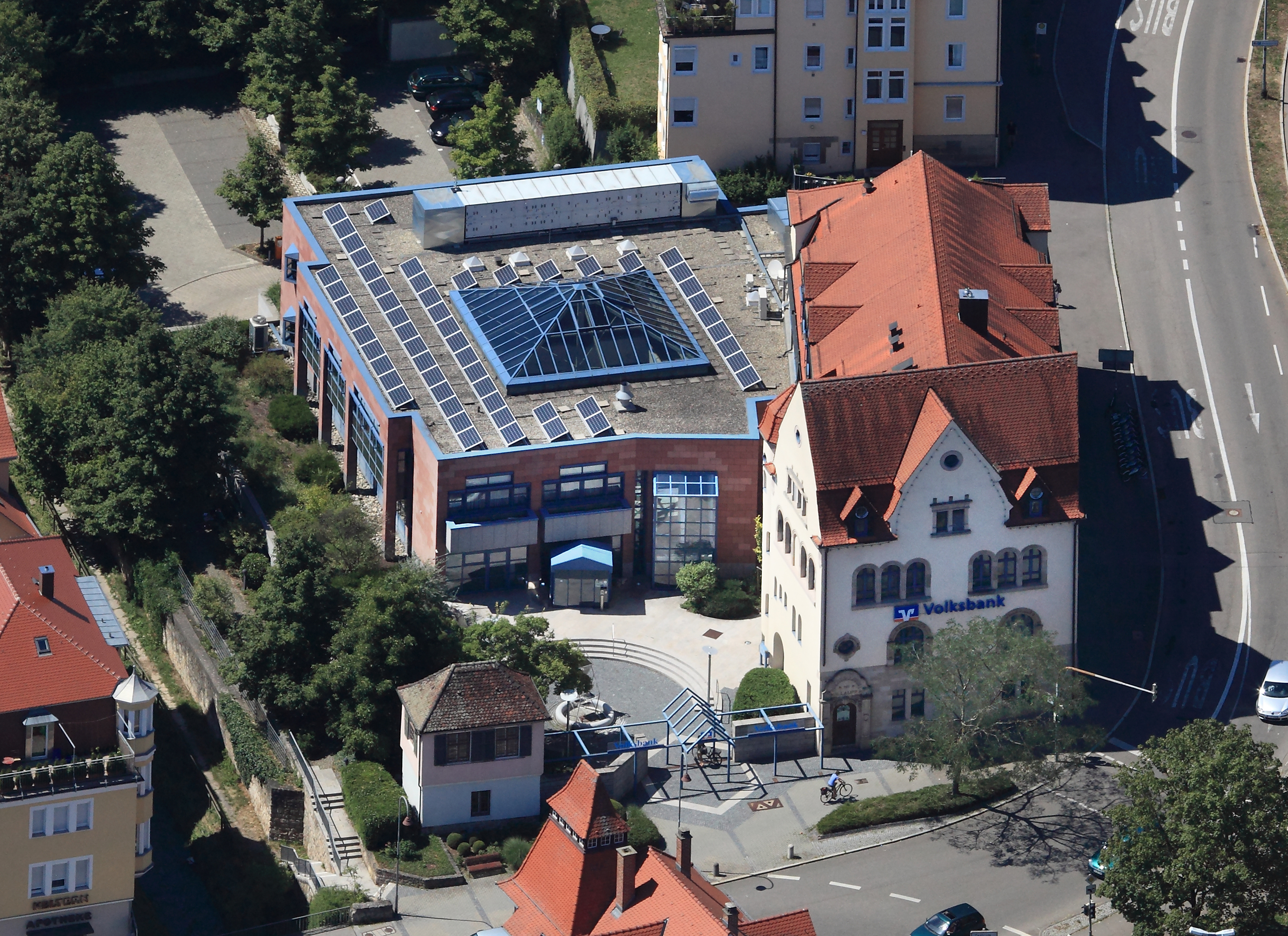
Hauptstelle VR Bank Tübingen

Die VR Bank Tübingen eG gehörte als Genossenschaftsbank zur Finanzgruppe Volksbanken Raiffeisenbanken und ist somit der Sicherungseinrichtung des Bundesverbandes der Deutschen Volksbanken und Raiffeisenbanken e. V. (BVR) angeschlossen. Das Geschäftsgebiet der VR Bank Tübingen eG umfasste die Kreisstadt Tübingen, die Härten und das Steinlachtal.

## Geschichte
Die Geschichte der VR Bank Tübingen eG geht zurück bis in das Jahr 1883. Am 14. September 1883 gründeten aufgeschlossene Bürger einen Darlehenskassenverein, den Vorgänger der heutigen Genossenschaft. So wurde bereits im 19. Jahrhundert der Grundstein für die heutige Bank gelegt. 2017 entschieden sich die Mitglieder der Volksbank Tübingen eG und der VR Bank eG Steinlach-Wiesaz-Härten zu einer Fusion. Daraus entstand die VR Bank Tübingen eG.
Im Jahr 2022 fusionierte die VR Bank Tübingen mit der Volksbank Herrenberg-Nagold-Rottenburg eG zur Volksbank in der Region eG.

## Angebot
Das Leistungsangebot der VR Bank Tübingen eG beinhaltete neben traditionellen Bankangeboten auch elektronische Bankleistungen. Darüber hinaus war die VR Bank Tübingen eG unter anderem in den Geschäftsbereichen Immobilienvermittlung, Versicherungen und Bausparen tätig.